# Takuya Fujiwara
Takuya Fujiwara (født 18. december 1992) er en japansk fodboldspiller, som spiller for den japanske fodboldklub Azul Claro Numazu.